# 堂区教堂

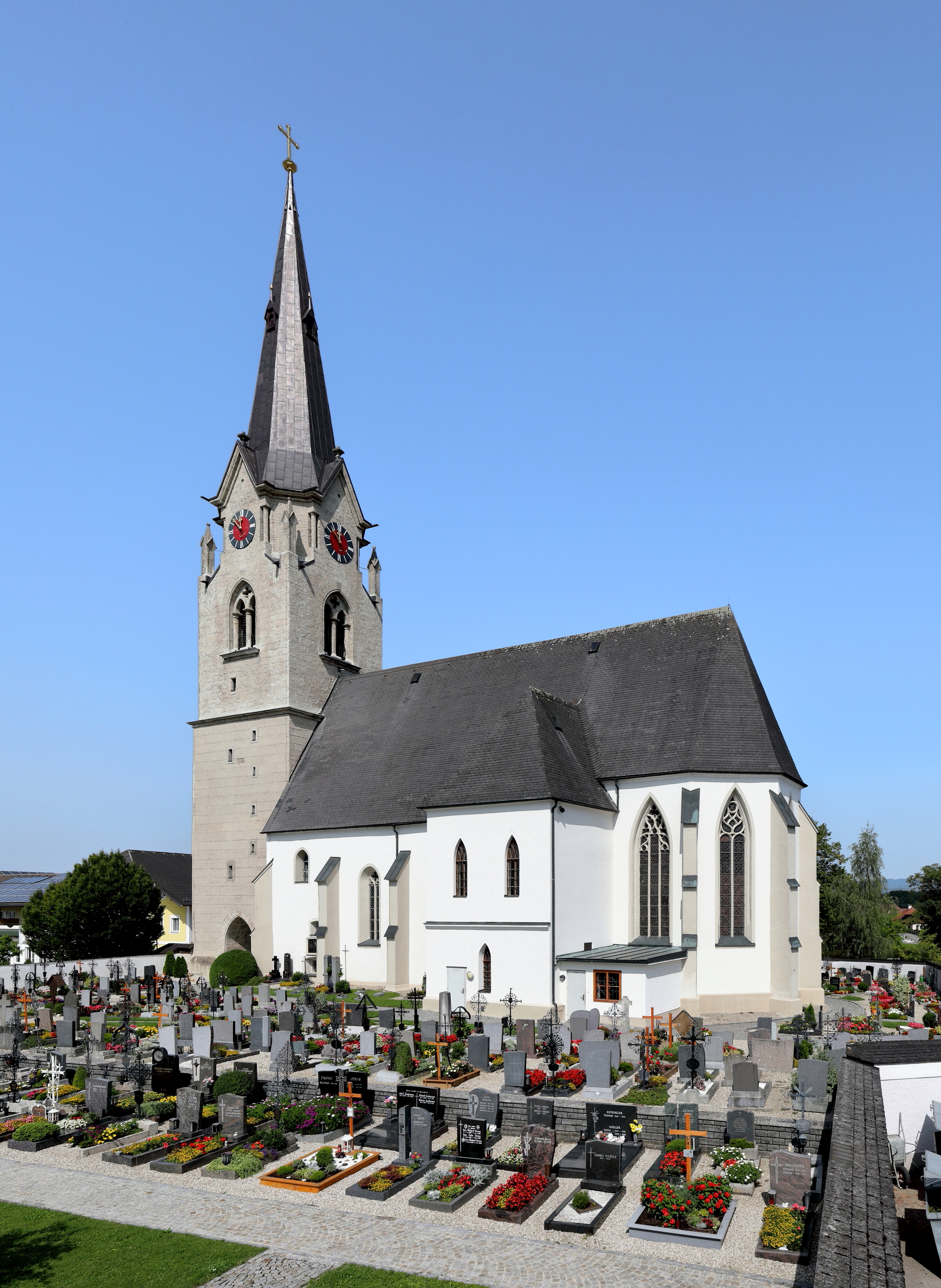
奧地利甘珀恩的堂區教堂

堂區教堂（英語：Parish church）是教會裡每個堂區的宗教中心。在世界許多以基督徒為主的地區（特別是農村地區），堂區教堂也在當地的社區活動中扮演重要作用。在天主教會，堂區教堂是當地信徒舉行彌撒、聖事等各種儀式的地方。在英格蘭和許多前英國殖民地，英格蘭教會的堂區教堂扮演了基本主教行政單位的角色。英格蘭幾乎全境都屬於特定堂區，而幾乎全部堂區均建有英格蘭教會的堂區教堂。蘇格蘭教會亦採取了類似的制度。